# 當勝神社
當勝神社（まさかつじんじゃ）は、兵庫県朝来市にある神社。旧社格は村社。

## 祭神
主祭神
- 正哉吾勝勝速日天之忍穗耳尊（マサカアカチカハヤヒアメノホシホミノミコト）

配祀神
- 高皇産巣日神（タカミムスビノカミ）
- 栲幡千千姫命（タクハタチヂヒメノミコト）

## 歴史
創建は奈良時代の720年（天平2年）と伝えられる。現在の本殿は1859年（安政6年）、拝殿は1868年（慶応4年）に建てられたものである。祭神として、開運繁栄の神、万物創世の神、織物の神が祀られている。

## 境内
神社の社叢林は、神社を中心に約3haにわたっている。樹高約30mの大杉が神木として信仰されているほか、推定樹齢350～400年の巨樹古木、シラガシやサカキなどが混生しており、市指定天然記念物となっている。

## 現地情報
所在地
- 兵庫県朝来市山東町粟鹿2143

交通アクセス
- 鉄道・バス
  - JR山陰本線梁瀬駅よりタクシーで10分
  - JR山陰本線和田山駅から全但バス「柴」行きで粟鹿神社前下車徒歩30分
  - 神戸・大阪より全但特急バス「城崎」行きまたは「湯村」行き（いずれも近畿・中国道経由便）で粟鹿神社前下車徒歩30分

- 道路
  - 北近畿豊岡自動車道・山東ICより約5分
  - 播但連絡道路・和田山ICより約10分

周辺
- 粟鹿山
- 粟鹿神社
- 奥山渓谷
- 楽音寺
- ヒメハナ公園
- よふど温泉